# Caulnes
Caulnes - prononcé [kon]  - est une commune française située dans le département des Côtes-d'Armor, en région Bretagne.

## Géographie
La commune de Caulnes, chef-lieu de canton depuis 1881, s’étend sur une superficie de 3 136 ha. Elle est traversée par la Rance, fleuve qui se jette dans la Manche.
Caulnes est à l'intersection de deux grands axes :
- un axe nord/sud (ou Manche/Océan) : l'axe Saint-Malo - Dinan - Vannes ;
- un axe est/ouest : l'axe Rennes - Saint-Brieuc (RN 12).

Caulnes est également desservie par les TER par la ligne Brest - Rennes - Paris (gare de Caulnes) ainsi que par celle de bus départementale Montauban - Saint-Méen - Dinan.
La commune de Caulnes est située à l'intérieur de la zone d'influence rennaise (<40 km), faisant ainsi partie de la troisième couronne de Rennes. La population rurale des alentours de la commune parle encore un dialecte gallo.
|           | Yvignac-la-Tour       | Plumaudan                   |
| Broons    | Caulnes               | Guenroc                     |
| Plumaugat | Saint-Jouan-de-l'Isle | Guitté, La Chapelle-Blanche |

### Hydrographie
Pour un article plus général, voir Réseau hydrographique des Côtes-d'Armor.
La commune est située dans le bassin Loire-Bretagne. Elle est drainée par la Rance, le Frémeur et un autre petit cours d'eau,.
La Rance, d'une longueur de 104 km, prend sa source dans la commune du Mené et se jette  dans la Manche entre Dinard et Saint-Malo, après avoir traversé 28 communes. 

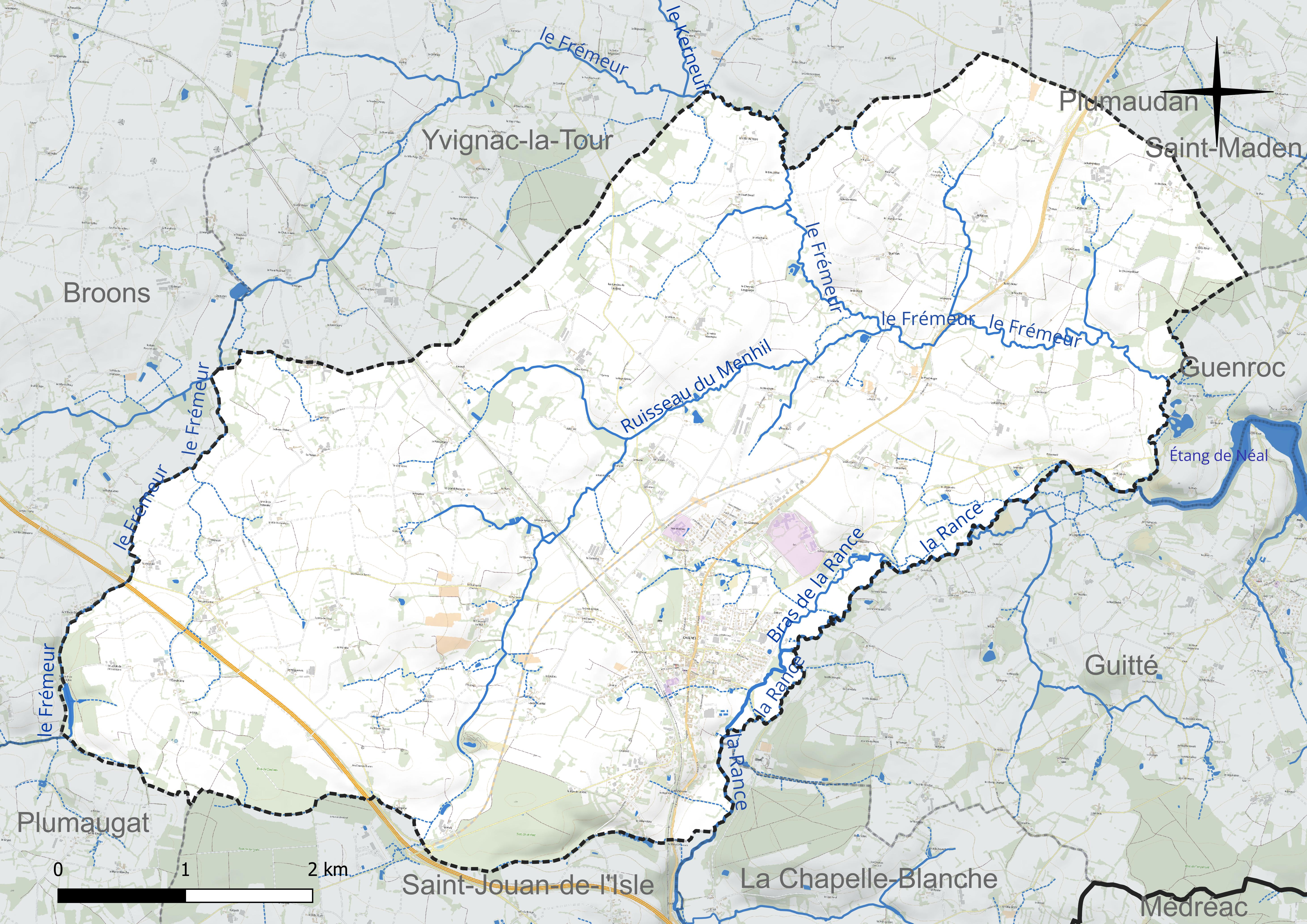
Réseau hydrographique de Caulnes.

Le Frémeur, d'une longueur de 20 km, prend sa source dans la commune de Plumaugat et se jette  dans la Rance sur la commune, après avoir traversé cinq communes. 

### Climat
Le climat qui caractérise la commune est qualifié, en 2010, de « climat océanique altéré », selon la typologie des climats de la France qui compte alors huit grands types de climats en métropole. En 2020, la commune ressort du même type de climat dans la classification établie par Météo-France, qui ne compte désormais, en première approche, que cinq grands types de climats en métropole. Il s’agit d’une zone de transition entre le climat océanique, le climat de montagne et le climat semi-continental. Les écarts de température entre hiver et été augmentent avec l'éloignement de la mer. La pluviométrie est plus faible qu'en bord de mer, sauf aux abords des reliefs.
Les paramètres climatiques qui ont permis d’établir la typologie de 2010 comportent six variables pour les températures et huit pour les précipitations, dont les valeurs correspondent à la normale 1971-2000. Les sept principales variables caractérisant la commune sont présentées dans l'encadré ci-après.
| Paramètres climatiques communaux sur la période 1971-2000 - Moyenne annuelle de température : 11,4 °C - Nombre de jours avec une température inférieure à −5 °C : 1,7 j - Nombre de jours avec une température supérieure à 30 °C : 2 j - Amplitude thermique annuelle : 12,2 °C - Cumuls annuels de précipitation : 750 mm - Nombre de jours de précipitation en janvier : 12 j - Nombre de jours de précipitation en juillet : 6,2 j |

Avec le changement climatique, ces variables ont évolué. Une étude réalisée en 2014 par la direction générale de l'Énergie et du Climat complétée par des études régionales prévoit en effet que la température moyenne devrait croître et la pluviométrie moyenne baisser, avec toutefois de fortes variations régionales. La station météorologique de Météo-France installée sur la commune et mise en service en 1997 permet de connaître l'évolution des indicateurs météorologiques. Le tableau détaillé pour la période 1981-2010 est présenté ci-après.
| Mois                                  | jan.           | fév.          | mars          | avril         | mai           | juin          | jui.          | août          | sep.          | oct.            | nov.          | déc.          | année     |
| ------------------------------------- | -------------- | ------------- | ------------- | ------------- | ------------- | ------------- | ------------- | ------------- | ------------- | --------------- | ------------- | ------------- | --------- |
| Température minimale moyenne (°C)     | 2,9            | 3,4           | 4,4           | 5,6           | 9             | 11,5          | 13,1          | 13,3          | 10,8          | 9               | 5,8           | 3,1           | 7,7       |
| Température moyenne (°C)              | 5,9            | 6,8           | 8,7           | 10,6          | 14            | 16,9          | 18,5          | 18,7          | 16,3          | 13              | 9,1           | 6,1           | 12,1      |
| Température maximale moyenne (°C)     | 8,8            | 10,3          | 12,9          | 15,6          | 19,1          | 22,3          | 23,9          | 24            | 21,7          | 17              | 12,4          | 9             | 16,4      |
| Record de froid (°C) date du record   | −13 02.01.1997 | −8,7 11.02.12 | −7,9 02.03.04 | −3,6 11.04.03 | −0,9 06.05.19 | 3,5 01.06.06  | 5,5 31.07.15  | 5 31.08.10    | 1,7 24.09.03  | −5,1 30.10.1997 | −6,9 29.11.10 | −7,4 29.12.05 | −13 1997  |
| Record de chaleur (°C) date du record | 16,7 27.01.03  | 20,1 27.02.19 | 23,4 30.03.21 | 27,5 15.04.15 | 30,1 30.05.03 | 35,9 20.06.17 | 38,1 23.07.19 | 39,6 05.08.03 | 32,3 14.09.20 | 30,8 02.10.11   | 19,9 01.11.14 | 16,4 19.12.15 | 39,6 2003 |
| Précipitations (mm)                   | 79             | 62,8          | 60            | 64,3          | 71,9          | 48,2          | 59,3          | 58            | 58,9          | 93,1            | 98,6          | 94,3          | 848,4     |

## Urbanisme

### Typologie
Au 1er janvier 2024, Caulnes est catégorisée bourg rural, selon la nouvelle grille communale de densité à 7 niveaux définie par l'Insee en 2022.
Elle est située hors unité urbaine et hors attraction des villes,.

### Occupation des sols
L'occupation des sols de la commune, telle qu'elle ressort de la base de données européenne d’occupation biophysique des sols Corine Land Cover (CLC), est marquée par l'importance des territoires agricoles (89,3 % en 2018), en diminution par rapport à 1990 (90,8 %). La répartition détaillée en 2018 est la suivante : terres arables (54,1 %), zones agricoles hétérogènes (24 %), prairies (11,2 %), forêts (5 %), zones urbanisées (4,7 %), zones industrielles ou commerciales et réseaux de communication (1 %). L'évolution de l'occupation des sols de la commune et de ses infrastructures peut être observée sur les différentes représentations cartographiques du territoire : la carte de Cassini (XVIIIe siècle), la carte d'état-major (1820-1866) et les cartes ou photos aériennes de l'IGN pour la période actuelle (1950 à aujourd'hui).

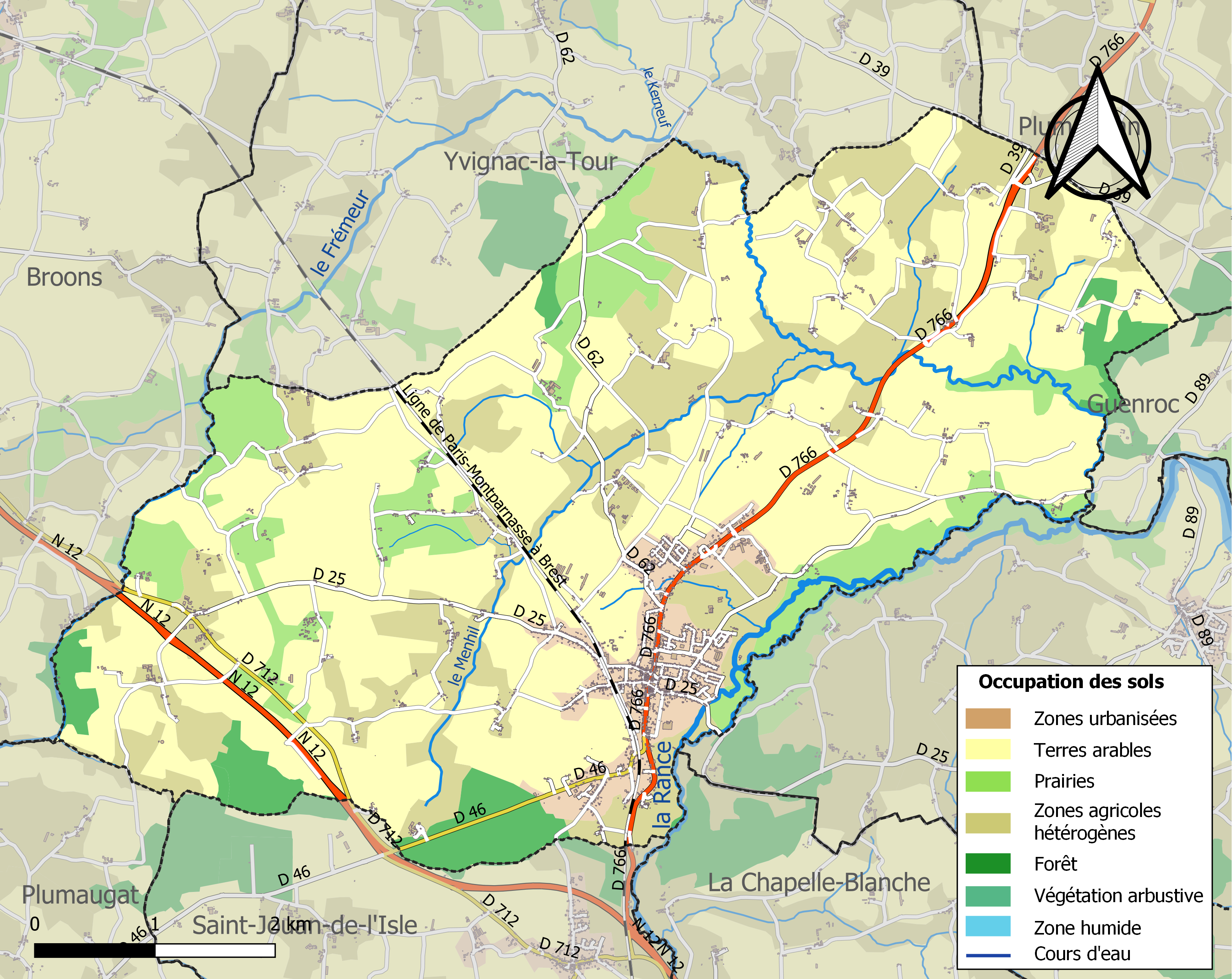
Carte des infrastructures et de l'occupation des sols de la commune en 2018 (CLC).

## Toponymie
Le nom de la localité est attesté sous les formes Cauna en 1187, Chaun en 1295.
En moyen-breton kaon signifie « val », et le gaulois latinisé cauna désigne « une cavité, une grotte »,. La forme normalisée bretonne de la ville proposée par la Commission de Toponymie de l'ICB est Kaon,.
Ses habitants sont appelés les Caulnais et les Caulnaises.

## Histoire

### LeXXesiècle

#### Les guerres duXXesiècle
Le monument aux morts porte les noms de 160 soldats morts pour la Patrie :
- 143 sont morts durant la Première Guerre mondiale ;
- 15 sont morts durant la Seconde Guerre mondiale ;
- 1 est mort durant la guerre d'Algérie ;
- 1 est mort durant la guerre d'Indochine.

#### La période contemporaine
En mars 1974, une épidémie de fièvre aphteuse frappe particulièrement l'est du département des Côtes-du-Nord, notamment les communes de Caulnes, Guitté et Plumaugat. Un cordon sanitaire fut mis en place autour des exploitations agricoles concernées, les fermes désinfectées, des pédiluves installés à l'entrée des bâtiments. Des laissez-passer sont exigés pour pouvoir circuler et des fosses creusées à la hâte pour ensevelir sous de la chaux les cadavres des animaux.
Francis Leroy, maire de Plumaugat à l'époque, témoigne : « Ma ferme s'est retrouvée en isolement et tout le cheptel a été abattu : 250 porcs et 25 vaches laitières ».

## Politique et administration

### Rattachements administratifs et électoraux

#### Circonscriptions de rattachement
Caulnes appartient à l'arrondissement de Dinan et au canton de Broons depuis le redécoupage cantonal de 2014. Avant cette date, la commune était le chef-lieu du canton de Caulnes.
Pour l'élection des députés, la commune fait partie de la deuxième circonscription des Côtes-d'Armor, représentée depuis juin 2017 par Hervé Berville (LREM).

#### Intercommunalité
Depuis le 1er janvier 2017, date de sa création, la commune appartient à Dinan Agglomération. Cette intercommunalité est issue de la fusion de trois intercommunalités du Pays de Dinan dont la communauté de communes du Pays de Caulnes, fondée le 24 décembre 1992. Caulnes en était le siège et la principale ville.
Caulnes fait aussi partie du Pays de Dinan au sens de la loi du 25 juin 1999 dite « loi Voynet ».

### Administration municipale
Le nombre d'habitants au dernier recensement étant compris entre 1 500 et 2 499, le nombre de membres du conseil municipal est de 19.

### Liste des maires
| Période                                  | Période                       | Identité                        | Étiquette                | Qualité |
| ---------------------------------------- | ----------------------------- | ------------------------------- | ------------------------ | --- |
| Les données manquantes sont à compléter. |                               |                                 |                          | |
| 1896                                     | mars 1933 (décès)             | Charles Baudet père (1852-1933) | Rad.soc.                 | Médecin Sénateur des Côtes-du-Nord (1921 → 1930) Député des Côtes-du-Nord (1903 → 1921) Conseiller général de Caulnes (1889 → 1930) Président du conseil général (1918 → 1920)           |
| Les données manquantes sont à compléter. |                               |                                 |                          | |
| octobre 1947                             | mars 1983                     | Bernard Lemarié (1913-1996)     | MRP puis CD puis UDF-CDS | Pharmacien, maire honoraire Sénateur des Côtes-du-Nord (1959 → 1989) Conseiller général de Caulnes (1945 → 1988) Vice-président du conseil général (1958 → 1976)                         |
| mars 1983                                | mars 2001                     | Raymond Guyomarc'h (1942-2021)  | PS                       | Professeur de lycée agricole puis inspecteur de l'enseignement au ministère de l’Agriculture Conseiller général de Caulnes (1988 → 1994) Vice-président du conseil général (1988 → 1994) |
| mars 2001                                | 16 décembre 2002 (démission)  | Jean-Luc Gasrel (1959-2004)     | DVD                      | Technico-commercial, premier adjoint (2002 → 2004) |
| 27 décembre 2002                         | 26 mai 2020                   | Jean-Louis Chalois (1947- )     | DVD                      | Cadre de santé retraité, ancien premier adjoint Vice-président de la CC du Pays de Caulnes                                                                                               |
| 26 mai 2020                              | En cours (au 19 janvier 2021) | Marina Le Moal, (1976- )        | DVG                      | Cadre de la fonction publique territoriale 3e vice-présidente de Dinan Agglomération (2020 → )                                                                                           |

## Démographie
L'évolution du nombre d'habitants est connue à travers les recensements de la population effectués dans la commune depuis 1793. Pour les communes de moins de 10 000 habitants, une enquête de recensement portant sur toute la population est réalisée tous les cinq ans, les populations de référence des années intermédiaires étant quant à elles estimées par interpolation ou extrapolation. Pour la commune, le premier recensement exhaustif entrant dans le cadre du nouveau dispositif a été réalisé en 2005.
En 2022, la commune comptait 2 506 habitants, en évolution de +1,29 % par rapport à 2016 (Côtes-d'Armor : +1,78 %, France hors Mayotte : +2,11 %).
| 1793  | 1800  | 1806  | 1821  | 1831  | 1836  | 1841  | 1846  | 1851  |
| ----- | ----- | ----- | ----- | ----- | ----- | ----- | ----- | ----- |
| 2 094 | 2 167 | 2 071 | 1 986 | 1 897 | 2 002 | 1 911 | 2 010 | 2 050 |

| 1856  | 1861  | 1866  | 1872  | 1876  | 1881  | 1886  | 1891  | 1896  |
| ----- | ----- | ----- | ----- | ----- | ----- | ----- | ----- | ----- |
| 1 991 | 1 997 | 2 102 | 2 155 | 2 283 | 2 378 | 2 377 | 2 403 | 2 378 |

| 1901  | 1906  | 1911  | 1921  | 1926  | 1931  | 1936  | 1946  | 1954  |
| ----- | ----- | ----- | ----- | ----- | ----- | ----- | ----- | ----- |
| 2 428 | 2 424 | 2 517 | 2 085 | 2 100 | 2 120 | 2 001 | 1 914 | 1 834 |

| 1962  | 1968  | 1975  | 1982  | 1990  | 1999  | 2005  | 2006  | 2010  |
| ----- | ----- | ----- | ----- | ----- | ----- | ----- | ----- | ----- |
| 1 822 | 1 828 | 1 990 | 1 942 | 1 992 | 2 016 | 2 184 | 2 252 | 2 385 |

| 2015  | 2020  | 2022  | - | - | - | - | - | - |
| ----- | ----- | ----- | - | - | - | - | - | - |
| 2 468 | 2 503 | 2 506 | - | - | - | - | - | - |

## Culture et patrimoine

### Lieux et monuments
- Église Saint-Pierre : 14 verrières et lucarnes refaites par le maître-verrier Hubert de Sainte-Marie.
- Manoir du Verger
- Source de Cariou
- Lavoir de Cariou

### Personnalités liées à la commune
- Matthieu Ory (1482-1557), religieux et inquisiteur, y est né.
- Charles Baudet, né le 16 janvier 1852 à Caulnes (Côtes-du-Nord) et décédé le 20 mars 1933 à Caulnes, homme politique.

### Langues minoritaires
En 2022, la municipalité s'engage dans la promotion du breton en signant la charte Ya d’ar brezhoneg. La municipalité met en place une signalétique bilingue sur ses panneaux d'entrée. Une signalétique bilingue est aussi mise en place par la SNCF en gare de Caules.[réf. nécessaire].
En 2024, elle signe la charte « du Galo, dam Yan, dam Vèr », cette fois-ci en faveur de la langue gallèse.

## Agriculture
- Lycée agricole

## Héraldique
| Blason | Blasonnement : D'azur aux dix billettes d'argent vidées du champ, ordonnées 4, 3, 2 et 1. |

## Galerie

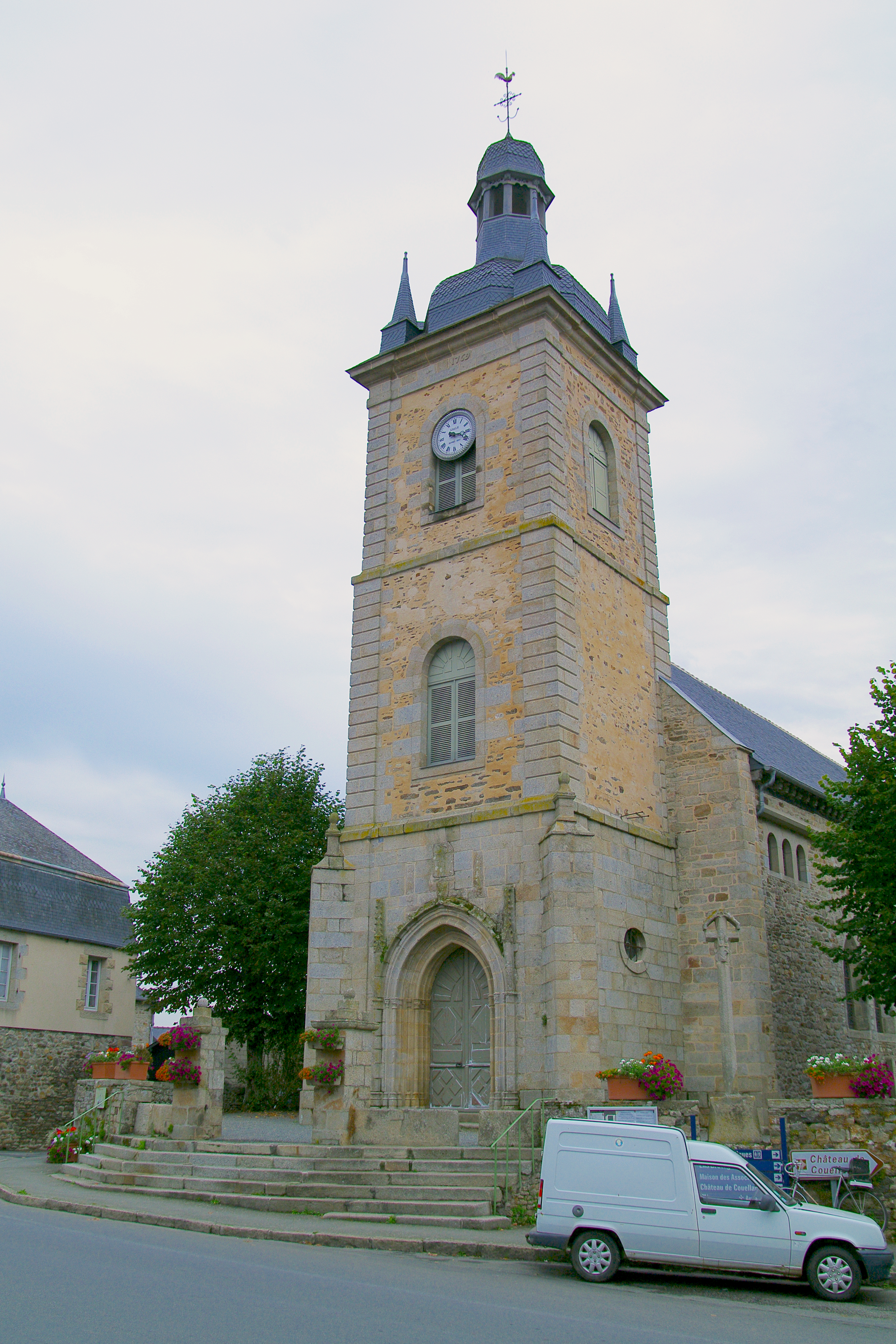
Église.
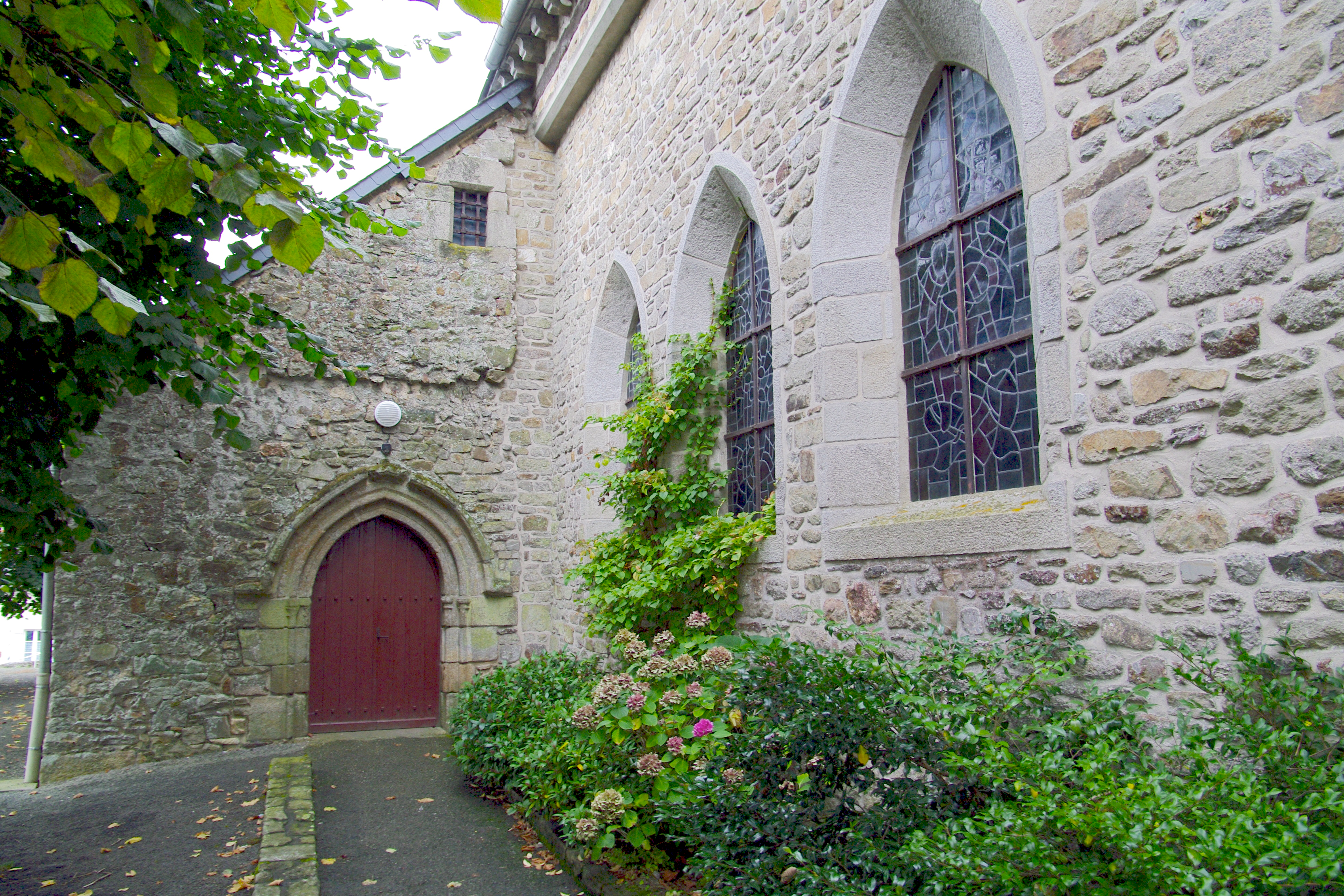
Église.
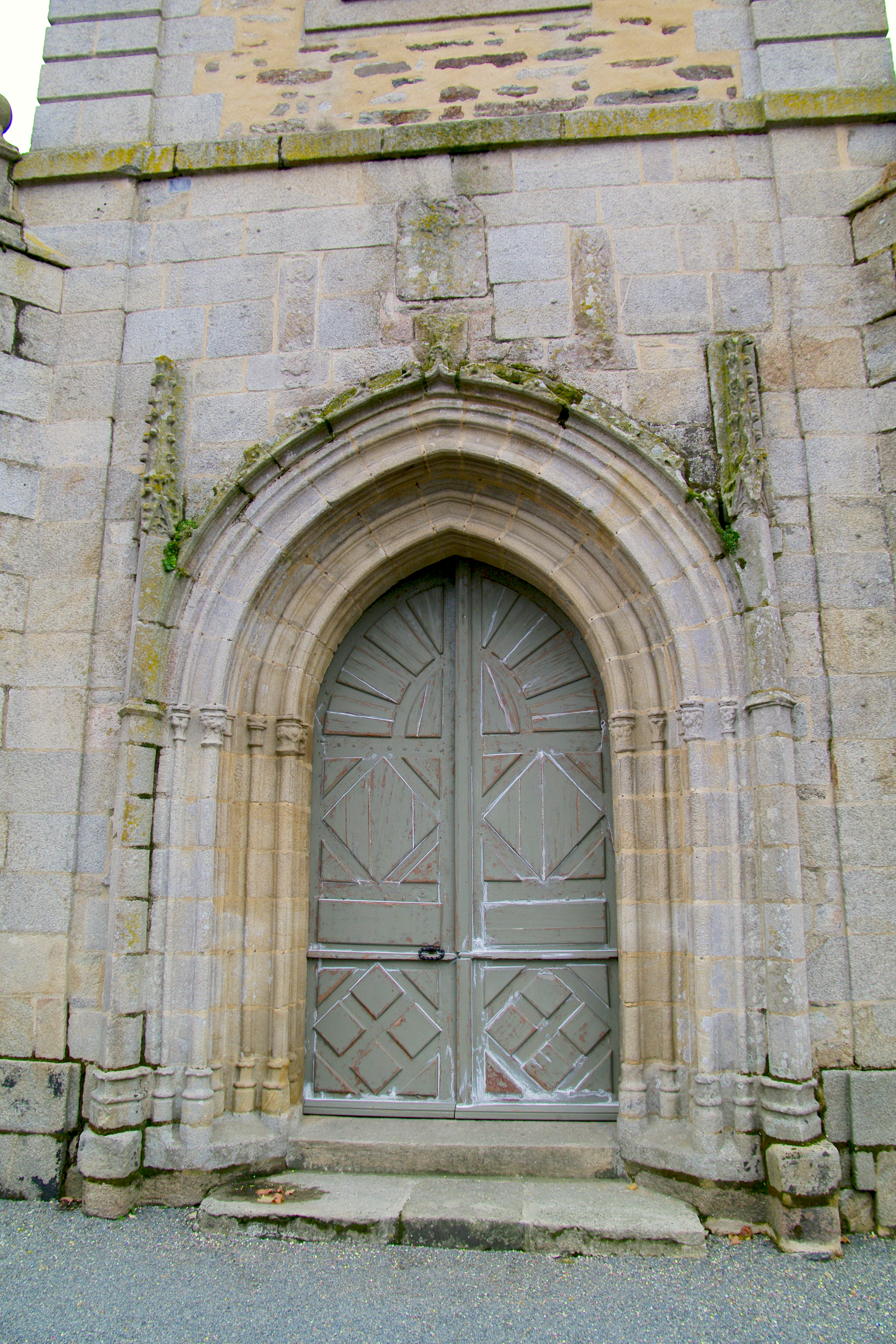
Église.